# Distretto di Pruszków
Il distretto di Pruszków (in polacco powiat pruszkowski) è un distretto polacco appartenente al voivodato della Masovia.

## Geografia antropica

### Suddivisioni amministrative
Il distretto comprende 5 comuni.
- Comuni urbani: Piastów, Pruszków
- Comuni urbano-rurali: Brwinów
- Comuni rurali: Michałowice, Nadarzyn, Raszyn

#### Siti
- Znicz Pruszków, su zniczpruszkow.com.pl.